# Angélico Aranda
Angélico Aranda Hurtado (Linderos, 1870 – Rancagua, 1961) va ser un sacerdot franciscà i pintor xilè, conegut especialment per haver aconseguit que l'arquitecte Antoni Gaudí li enviés uns croquis seus per a construir una capella. Va escriure també diversos quaderns d'anotacions que van ser declarats Monument Nacional de Xile.

## Biografia
Fra Angélico Aranda va néixer en la població rural de Linderos i va ingressar a l'Orde Franciscà. El 1909 va partir a Europa, va estar a Barcelona, on va conèixer l'obra de l'arquitecte Antoni Gaudí, i va estudiar pintura a Roma, en l'Acadèmia Espanyola.
De retorn a Xile, Aranda serveix al convent de San Francisco de Rancagua i anys després, el 1922, es decideix a escriure-li a Gaudí per a demanar-li uns plànols amb la finalitat de construir una capella en aquesta ciutat. El famós arquitecte li va respondre que no tenia temps per a crear nous plans perquè estava concentrat en la construcció de la Sagrada Família a Barcelona, però li va enviar dos croquis d'una capella que ell havia pensat construir en un primer moment en la part posterior de l'església que va deixar inconclusa a Barcelona.
Aranda, que li havia promès pagar-li amb oracions, li envia en agraïment «un donatiu de 177 pessetes i un quadre pintat per ell, que Gaudí penja en el seu estudi, on es manté fins a 1936, any en què, durant la guerra civil espanyola, és robat –o destruït– en l'assalt i crema de la Sagrada Família».
L'única exposició personal de les seves pintures que es va realitzar en vida d'Aranda va ser inaugurada a Rancagua el 25 de gener de 1955, al Museu de la Pàtria Vella. Un dels quadres coneguts d'Aranda, el retrat de l'espanyol Francisco Pradilla –pintor que va ser director de la Reial Acadèmia d'Espanya en la capital italiana i del Museo del Prado a Madrid– es troba en el Museu Municipal de Belles arts de Valparaíso.
El 1961, abans que comencessin els treballs per a construir la capella, Aranda va morir atropellat per un autobús; el seu admirat Gaudí havia mort el 1926, després de ser atropellat per un tramvia.

### La capella de Gaudí
El projecte de la capella de La nostra Senyora dels Àngels va ser oblidat després de la mort d'Aranda, recuperat el 1995, però no concretat en aquesta ocasió ni durant el govern de Ricardo Lagos, qui li havia donat el seu suport amb la finalitat que estigués llesta per al Bicentenari de Xile. Finalment, sota el segon mandat de Michelle Bachelet es va aconseguir finançar i impulsar la construcció de la capella, que estarà situada al Parc Catalunya de Rancagua com a part del Centre Cultural i Espiritual Gaudí. Es preveu que sigui l'única obra dissenyada per Gaudí que es troba fora d'Espanya (els altres dos projectes per a l'estranger, el de Tànger i el de Nova York i no van prosperar).